# Chiesa di San Filippo (Nulvi)
La chiesa di San Filippo è un edificio religioso situato a Nulvi, centro abitato della Sardegna settentrionale. Consacrata al culto cattolico, fa parte della vicina parrocchia della Beata Vergine Maria Assunta, diocesi di Tempio-Ampurias.
Eretta nel 1645 in forme baroccheggianti e adibita ad oratorio, fu sede della confraternita dei Filippini.

Presenta una facciata semplice a coronamento piatto arricchita da un campanile a vela; l'aula interna è mononavata suddivisa in quattro campate da tre grandi archi che sorreggono la volta a botte. Nell'area presbiteriale spicca un altare ligneo del XVIII secolo.
La chiesa custodisce i tre grandi candelieri lignei utilizzati in occasione dell'essida de sos candhaleris ("uscita dei candelieri"), una processione molto sentita dai nulvesi che il 14 agosto di ogni anno li portano in processione per le vie del paese in onore della Madonna dell'Assunta.